# Ystad Station
Ystad Station er en svensk jernbanestation i Ystad. Fra Ystad går Ystadbanan mod Malmö via Skurup og Svedala, og Österlenbanan mod Simrishamn via Tomelilla.

## Trafik
Det primære togsystem til og fra Ystad, er Pågatågen. De kører mellem Simrishamn og Malmö/Hyllie og videre mod bl.a. Helsingborg, Hässleholm og Kristianstad. Disse tog køres typisk med svensk X11 eller X61 materiel.
Endvidere kører DSB et InterCitytog mellem København H og Ystad, der har forbindelse med færgen til Bornholm. Disse tog køres med X31K/ET materiel, også kaldet Øresundstog.
| Foregående station    |  | DSB                |  | Efterfølgende station |
| --------------------- |  | ------------------ |  | --------------------- |
| Skurupmod København H |  | InterCity Bornholm |  | Endestation           |